# Box Internet
Pour les articles homonymes, voir Box.

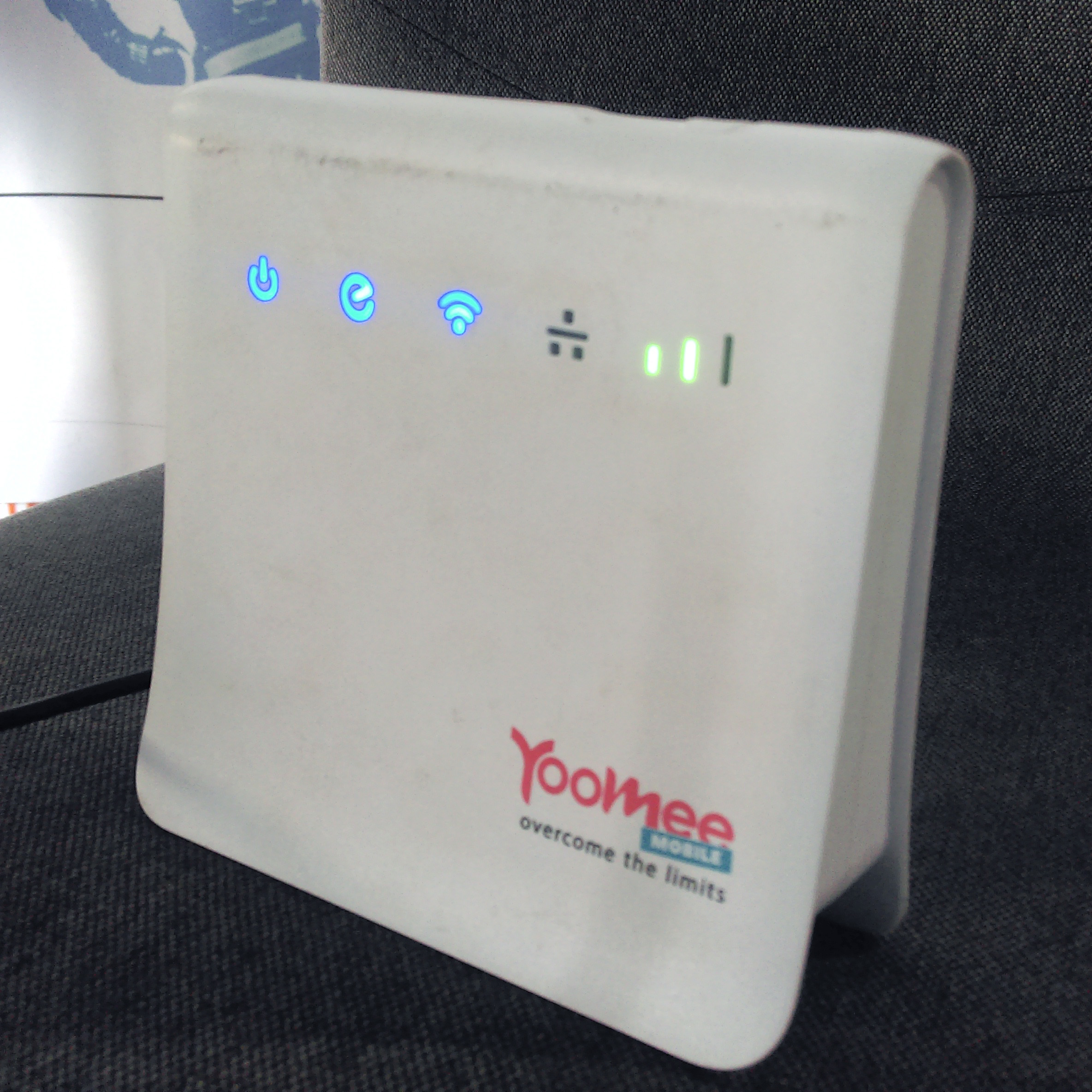
Box de l'opérateur Yoomee du Cameroun.

Une box internet, boitier multiservice, ou passerelle domestique est un équipement informatique servant d'interface entre Internet et le réseau domestique. Elle est fournie par le fournisseur d'accès à Internet. Elle associe au moins une passerelle (par exemple un modem ADSL ou un terminal fibre) et un routeur (filaire ou wifi) et peut inclure des fonctionnalités complémentaires (téléphonie, serveur de stockage, centre multimédia…).
Ce boitier est un multiplexeur parce qu’il combine les données des différents équipements domestiques (voix téléphonique, images de télévision, pages web…) sur un unique canal vers Internet.

## Services et dénominations
Les box internet dual play se caractérisent par le service relativement minimum qu'elles proposent avec simplement la connexion à Internet et une ligne fixe.
L'expression triple play, qui accompagne bien souvent le terme de box internet dans le contexte des télécommunications, est apparue aux États-Unis vers le milieu des années 1990. L'ouverture à la concurrence de certains segments de marché (promulgation du Telecommunications Act en 1996) pousse différents types d'acteurs à définir une stratégie permettant de conquérir les marchés traditionnels de sociétés rivales ou inversement de mieux fidéliser leurs clients. Une box internet triple play est ainsi dotée d'un bouquet TV, en complément de l'accès à Internet et du service de téléphonie fixe.
À la différence des offres internet dites triple play, les box internet quadruple play permettent également de bénéficier d'un service de téléphonie mobile grâce à un forfait souvent inclus dans l'offre à prix avantageux.
Au fil du temps les offres internet dual play ont eu tendance à s'effacer face à l'omniprésence des offres triple voire quadruple play.

## Par pays

### France
En France, les premières box sont proposées en 2002 : d’abord la Freebox de l’opérateur Free, puis la Tout9 de la société Neuf. Devant le succès rencontré, l’ensemble des opérateurs proposera ce concept de « boite » : Orange avec la Livebox, Bouygues Telecom avec la Bbox afin de fournir un bouquet de services triple play.
En décembre 2010, une nouvelle génération de box voit le jour avec l’arrivée de la Freebox Révolution de l’opérateur Free, incluant notamment un lecteur Blu-ray et un disque dur de 250 Go. Le 10 mars 2015, Free annonce la sortie de la première box Internet 4K, tournant sur Android TV.
Le journal économique français Les Échos juge que cette invention a « changé notre quotidien ».
Afin de répondre à des besoins technologiques et des problématiques du point de vue de la connectivité des populations, les fournisseurs d'accès à Internet ont également développé des box internet 4G. Ces dernières visent à exploiter le réseau mobile dans les territoires où il n'est pas possible, en raison des contraintes géographiques, de tirer les câbles nécessaires au raccordement des logements à l'ADSL ou à la fibre optique.
En 2024, le prix des box internet a augmenté significativement en France (+8,82% toutes offres confondues) après une augmentation importante sur 2023. Pour les offres entrées de gamme (la moins chère par opérateur), la hausse se limite à 1,34% sur 2024. 
Le classement des prix moyens mensuels lissés par opérateur était le suivant :
| Opérateur  | Prix abonnement moyen |
| ---------- | --------------------- |
| Livebox    | 43,89 €/mois          |
| Freebox    | 42,49 €/mois          |
| Bbox       | 43,63 €/mois          |
| SFR box    | 39,95 €/mois          |
| Boite Sosh | 27,17 €/mois          |
| Red Box    | 29,55 €/mois          |

Le prix moyen d'une box internet fibre en France est donc de 30,75€/mois en 2024. Les offres à faible débit (entrée de gamme), sont celles qui ont le plus augmenté, +12,44% en 2024, contre +5,24% pour les offres à débit supérieur (+ de 500 Mb/s).

### Italie
Les premiers déploiements triple play ont été effectués par l'opérateur italien Fastweb en 2001, en utilisant les services de fibre optique et l'une des premières box incluant la terminaison fibre. Cela permettait à l'opérateur de fournir la voix, la vidéo, et les services de données au travers de réseau SDSL avec un débit de 10 Mo/s. Cette approche est connue sous le nom de « PPPoE » (point-to-point protocol over Ethernet). Cette architecture FTTH lui a donné le meilleur ARPU.

## Principe et technologies
Le boîtier de connexion a comme rôle principal d'établir et de gérer la connexion Internet — vers un réseau étendu (WAN) — (de type ADSL, VDSL2, câble, fibre optique, sans fil, etc.) et de convertir ce flux dans un protocole utilisable par les ordinateurs du réseau local (LAN) — et s'interconnectant souvent sur des ports Ethernet (prise RJ45) ou USB. La box gère aussi les autres flux pour la téléphonie (prise RJ11) et pour la télévision (prise péritel et/ou VGA, DVI, HDMI). La grande majorité des box gèrent aussi le Wi-Fi (WLAN) et certaines les courants porteurs en ligne (CPL) ; elles peuvent servir de routeur réseau, ce qui permet de partager une connexion Internet entre plusieurs ordinateurs à travers le réseau local.
Il s'agit donc d'une interface de conversion de protocole entre les équipements terminaux et le réseau du fournisseur d'accès à Internet. On peut considérer que c'est un modem amélioré.

## Marques (box et services)

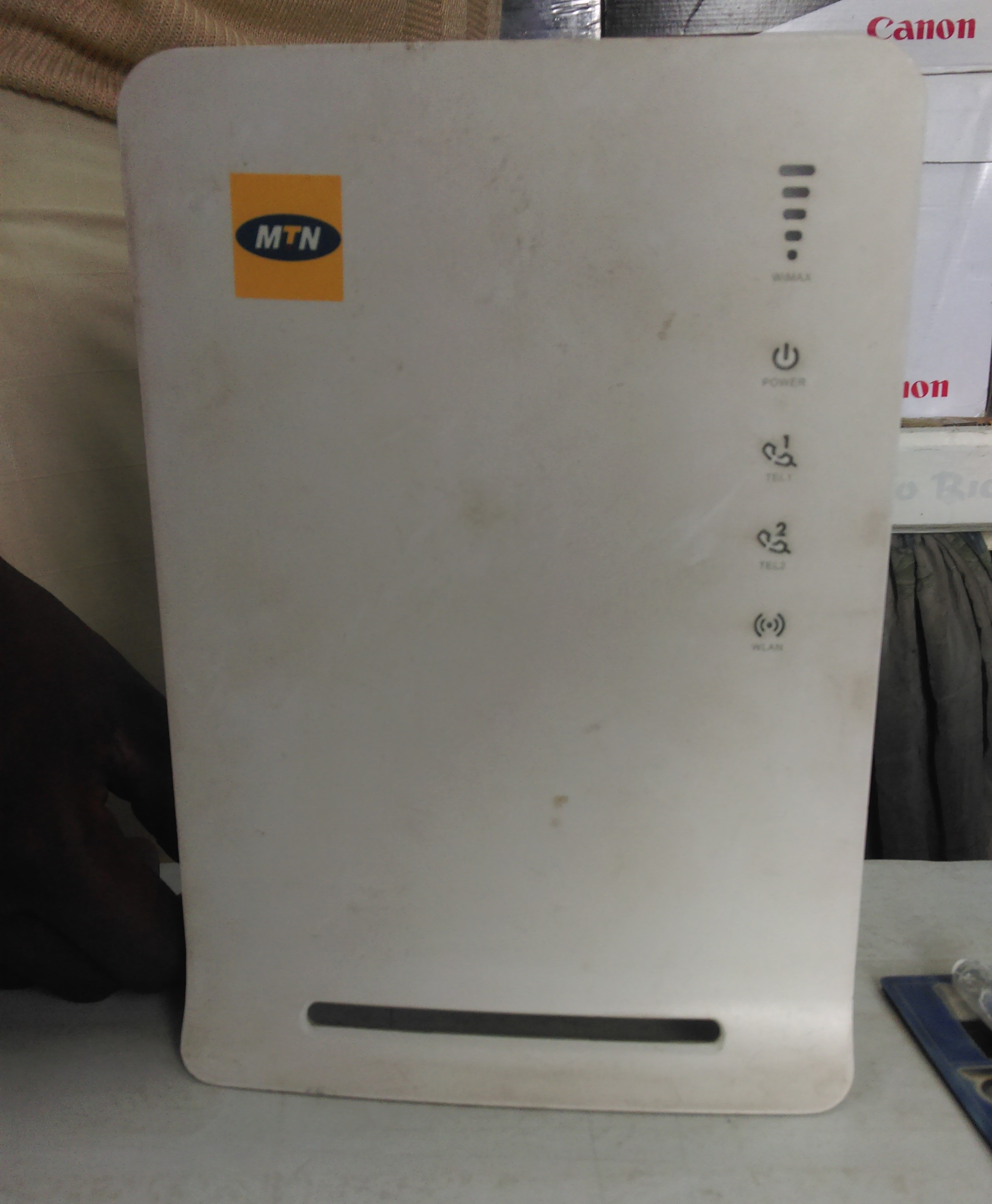
Box internet de l'opérateur MTN au Cameroun.

Bien que les technologies comme l'ADSL ou le FTTH soient suffisamment standardisées pour permettre de dissocier le fournisseur de la box du fournisseur de service, les FAI préfèrent souvent associer la vente du produit et la vente du service.

### Allemagne
- Alicebox (Alice)
- Skydsl box (Skydsl)
- Tele2box (Tele2)
- T-online box (T-online)
- Versatel box (Versatel)
- Vodafone box (Vodafone)
- 1&1 box (1&1)

### France
- Bbox (Bouygues Telecom)
- RED Box (RED by SFR)
- Boîte Sosh (Sosh)
- Freebox (Free, développée par Free)
- Livebox (Orange)
- SFR (SFR)
- Nordnet Box (Nordnet)
- skyDSL BOX (skyDSL)

Les box des fournisseurs d'accès à Internet  disparus sont :
- AOLBox (AOL)
- CBox (Cegetel)
- DartyBox (Darty, développée par Bewan)
- DomoTV (Com1 2002)
- Tele2 Box (Tele2)
- Triway (Tiscali)
- Auchan Box (2010-2013, Auchan telecom)[8]

### Maroc
- MT Box (Maroc Telecom)
- Orange TV (Orange Maroc)

### Suisse
- Salt Fiber Box (Salt)
- Swisscom Box (Swisscom)
- UPC Box (UPC Suisse)
- Yallo Box (Yallo)

### Autres pays
- FlyBox (Orange)

## Consommation électrique
En 2007, le magazine français 60 millions de consommateurs publie un dossier dans lequel il soulève la question de la consommation électrique excessive des box fournies par les fournisseurs d'accès à Internet.
En décembre 2009, le site Les Numériques publie un dossier sur la consommation des box Internet, indiquant : « On a tendance à l’oublier, mais le modem de la connexion à Internet est un appareil qui est allumé 24h/24 et dont la consommation est donc à prendre en compte dans un souci d’écologie et d’économie. Pour connaître le coût en électricité d’une connexion à Internet, nous avons mesuré la consommation électrique du modem, mais aussi du boîtier TV. Ce dernier peut être en veille ou allumé, et nous avons donc relevé les deux mesures. » Il mesure en détail la consommation des box de trois FAI français (Free, Neuf/SFR et Numericable) ; celle de Neuf/SFR semblant la moins énergivore.
Pour faire face aux enjeux environnementaux liés à la consommation électrique croissante des TIC, les opérateurs français et équipementiers ont fait des efforts pour améliorer l'efficacité énergétique des équipements en pratiquant par exemple l'éco-conception. Selon une étude (utilisée en 2012) de l'IDATE pour la Fédération française des télécoms, les box de nouvelle génération affichent des consommations électriques de 30 à 40 % inférieures aux précédentes.